# Guisando
Guisando ist ein zentralspanischer Ort und eine Gemeinde (Municipio) mit 474 Einwohnern (Stand: 2024) in der Provinz Ávila in der Autonomen Region Kastilien-León. 

## Lage und Klima
Guisando liegt auf der Ostseite der Sierra de Gredos am südlichen Rand der Provinz Ávila in einer Höhe von ca. 760 m am Río Pelayo. Die Entfernung nach Ávila beträgt knapp 85 km (Fahrtstrecke) in nordöstlicher Richtung. Das Klima ist gemäßigt bis warm; der Regen (ca. 943 mm/Jahr) fällt mit Ausnahme der trockenen Sommermonate übers Jahr verteilt.

## Bevölkerungsentwicklung
| Jahr      | 1970 | 1981 | 1991 | 2001 | 2011 | 2021 |
| Einwohner | 1012 | 952  | 759  | 635  | 565  | 526  |

## Sehenswürdigkeiten

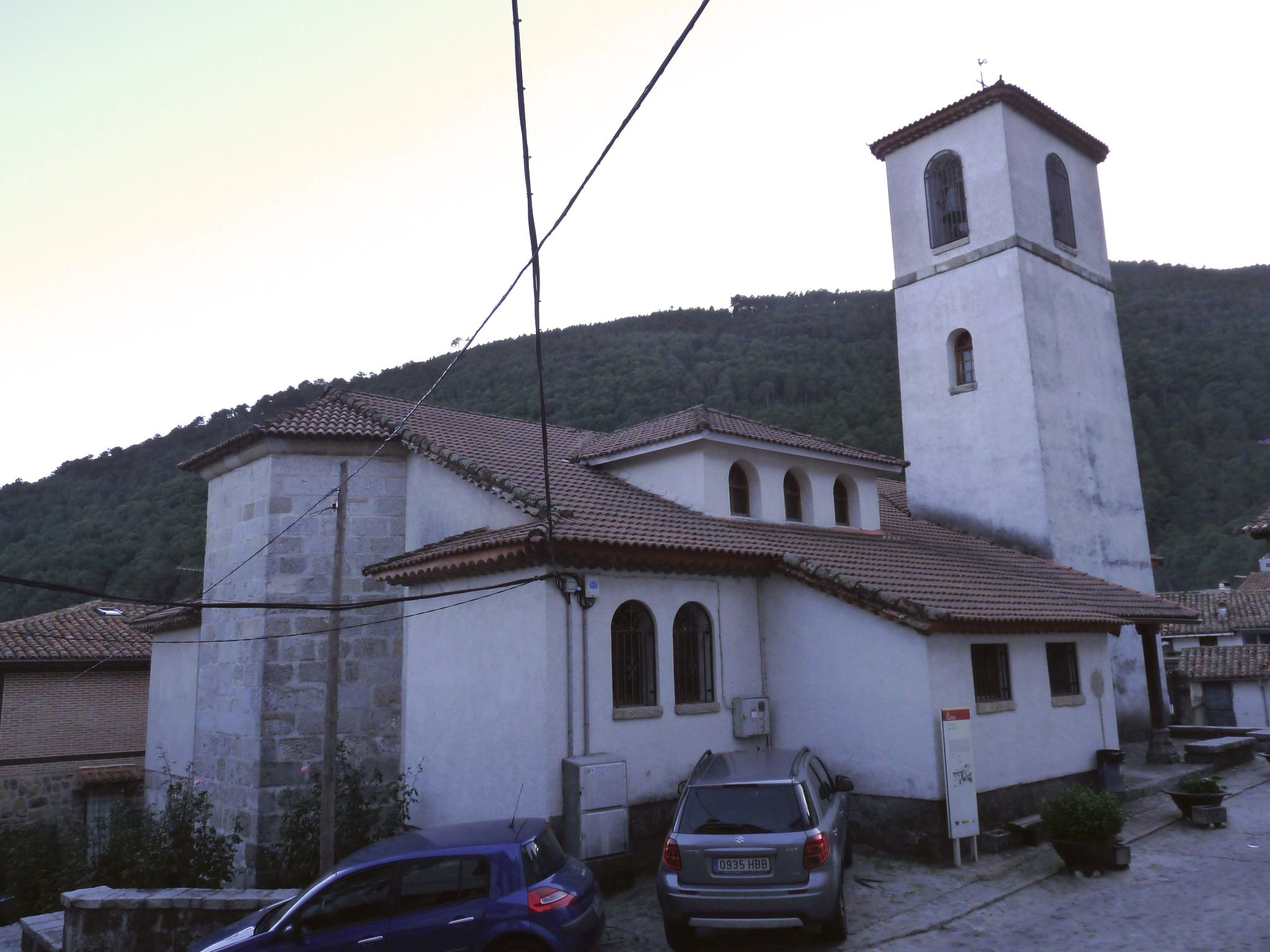
Kirche der Unbefleckten Empfängnis
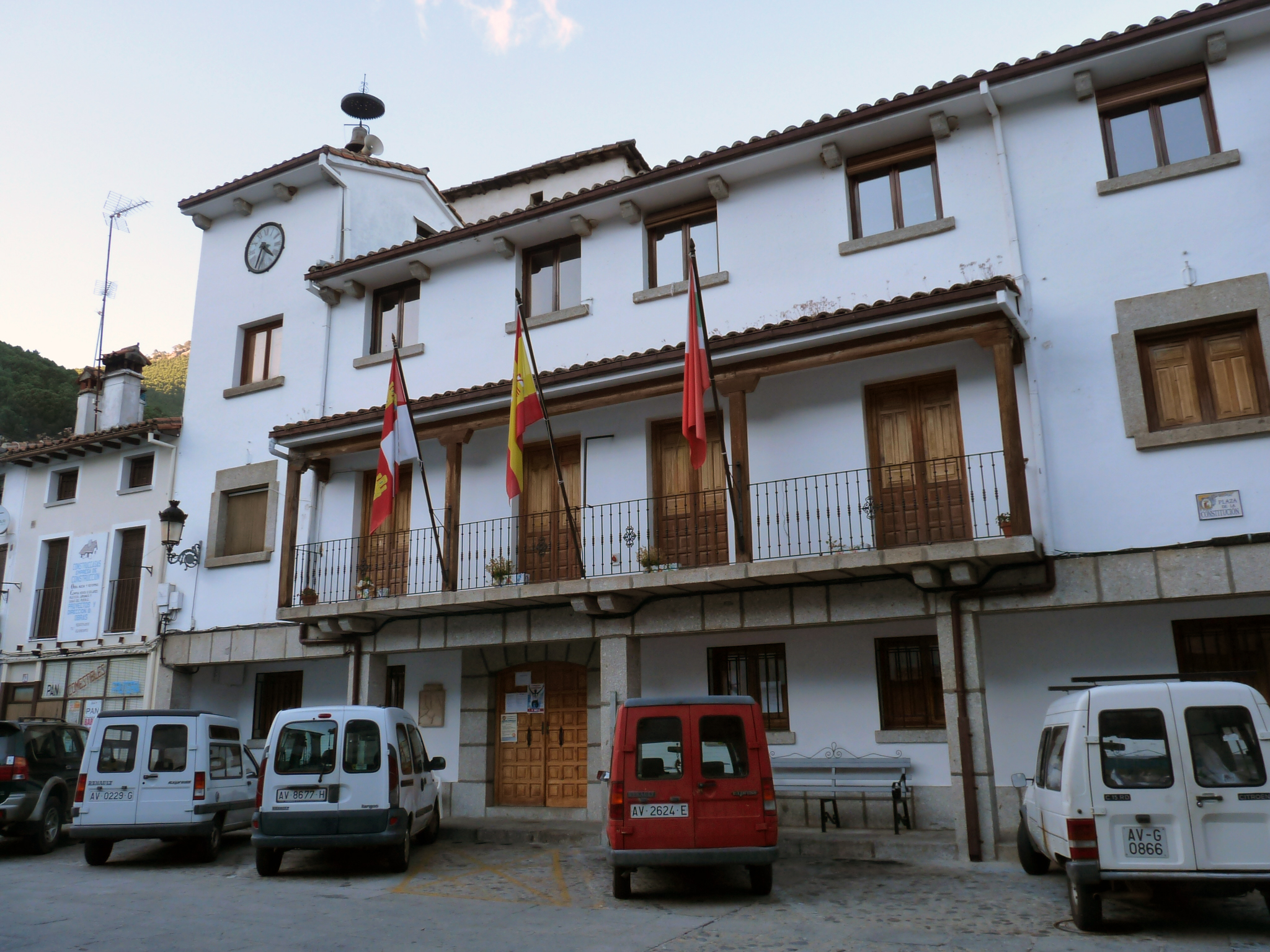
Rathaus

- Kirche der Unbefleckten Empfängnis
- Rathaus